# Vanak
Vanak (persiska: ونک) är en ort i Iran.   Den ligger i provinsen Markazi, i den nordvästra delen av landet, 210 km sydväst om huvudstaden Teheran. Vanak ligger 1 900 meter över havet och antalet invånare är 244.
Terrängen runt Vanak är lite kuperad, och sluttar österut. Runt Vanak är det glesbefolkat, med 20 invånare per kvadratkilometer. Närmaste större samhälle är Komījān, 19,2 km väster om Vanak. Trakten runt Vanak består i huvudsak av gräsmarker.